# マダウィ・アル＝ラシード
マダウィ・アル＝ラシード（Madawi al-Rasheed、アラビア語: مضاوي الرشيد（マダーウィー・アッ＝ラシード）、1962年10月 - ）は、サウジアラビア出身のイギリスの社会人類学者である。
20世紀初頭にサウード家に征服されたハイール首長国の最後の王子、ムハンマド・ビン・タラール・アッ＝ラシードの孫に当たる。キングス・カレッジ・ロンドンの神学・宗教学講座やロンドン・スクール・オブ・エコノミクス中東センターの客員教授を務めている。アメリカ、ヨーロッパ、中東で講演を行い、アラビア半島、アラブ人の移民、グローバリゼーション、ジェンダー、宗教的トランスナショナリズムなどをテーマにした著書や論文を学術誌に発表している。2016年現在、シンガポール国立大学中東研究所の客員研究教授を務める。

## 生涯
アル＝ラシードは、サウジアラビア人の父とレバノン人の母の間にフランス・パリで生まれた。父はラシード王朝の末裔である。生後まもなく一家はサウジアラビアに移り、アル＝ラシードはそこで育った。
1975年、サウジアラビアのファイサル国王が、甥のファイサル・ビン・ムサーイド王子によって暗殺された。ファイサル・ビン・ムサーイドの母親はアル＝ラシードの父の妹であり、サウジアラビア政府はラシード家が暗殺の背後にいると非難した。同年、一家はレバノンに亡命し、アル＝ラシードは1981年にレバノンで学士号を取得した。その後、ベイルート・アメリカン大学で人類学と社会学の研究を始めた。1982年にイスラエルがレバノンに侵攻したことから、アル＝ラシードはイギリスに2度目の亡命をした。そして、サルフォード大学、後にケンブリッジ大学で学び、アーネスト・ゲルナーの指導のもとでPh.D.を取得した。
2005年、アルジャジーラの番組に出演してサウジアラビア政府を批判したことで、当時リヤド州知事で、後にサウジアラビア国王となったサルマンがアル＝ラシードの父親に電話をかけ、テレビ出演の罰としてサウジアラビア国籍を剥奪したと告げた。

## 著作物

### 著作
- 1991 Al-Rasheed M. Politics in an Arabian Oasis: the Rashidi Tribal Dynasty, London: I.B. Tauris
- 1998 Al-Rasheed, M. Iraqi Assyrian Christians in London: the Construction of Ethnicity, New York: Edwin Mellen Press
- 2002 Al-Rasheed, M. A History of Saudi Arabia, Cambridge: Cambridge University Press.  Also in Arabic, Spanish and Polish.
- 2005 Al-Rasheed, M. Mazaq Al-islah fi al-Saudiyyah fi al-Qarn al-Wahid wa al-Ishrin, London: al-Saqi
- 2007 Al-Rasheed, M.  Contesting the Saudi State: Islamic Voices from a New Generation, Cambridge: Cambridge University Press
- 2010 Al-Rasheed, M. A History of Saudi Arabia, Second Edition, Cambridge: Cambridge University Press
- 2013 Al-Rasheed, M. A Most Masculine State: Gender, Politics and Religion in Saudi Arabia, Cambridge: Cambridge University Press
- 2015 Al-Rasheed, M. Muted Modernists: The Struggle over Divine Politics in Saudi Arabia, Oxford University Press
- 2018 Al-Rasheed. M. Salman's Legacy: The Dilemmas of a New Era in Saudi Arabia, Oxford University Press
- 2020 Al-Rasheed. M. The Son King: Reform and Repression in Saudi Arabia, Hurst Publishers

### 選集
- 2004 Al-Rasheed, M. & R Vitalis (eds.) Counter-Narratives: History, Contemporary Society and Politics in Saudi Arabia and Yemen,  New York, Palgrave
- 2005 Al-Rasheed, M. (ed.) Transnational Connections and the Arab Gulf,  London: Routledge.
- 2008 Al-Rasheed, M. (ed.) Kingdom without Borders: Saudi Political, Religious and Media Expansion, London: Hurst and Co.
- 2009 Al-Rasheed, M. & M. Shterin. (eds.)  Dying for Faith: Religiously Motivated Violence in the Contemporary World, London: I.B. Tauris.
- 2012 Al-Rasheed, M. Kersten, C. and Shterin, M. (eds,)  Demystifying the Caliphate: Historical Memory and Contemporary Contexts, London: Hurst and Co.